# Ancistrocarphus
- Commons
- Wikispecies

Ancistrocarphus A.Gray é um género botânico pertencente à família Asteraceae.

## Espécies
Apresenta duas espécies:
- Ancistrocarphus filagineus
- Ancistrocarphus keilii